# Gran Premio d'Argentina 1981
Il Gran Premio d'Argentina 1981 è stata la terza prova della stagione 1981 del Campionato mondiale di Formula 1. Si è corsa domenica 12 aprile 1981 sul Circuito di Buenos Aires. La gara è stata vinta dal brasiliano Nelson Piquet, su Brabham-Ford Cosworth; per il vincitore si trattò del quarto successo nel mondiale. Ha preceduto sul traguardo l'argentino Carlos Reutemann su Williams-Ford Cosworth e il francese Alain Prost su Renault. Per questo ultimo pilota si trattò del primo podio in una gara iridata, mentre Piquet conquistò il secondo Grand Chelem della sua carriera nel mondiale di F1, ottenendo pole position, giro veloce, vittoria e conducendo la gara per tutti i giri.

## Vigilia

### Aspetti tecnici
Vi furono dei ritardi nella consegna del materiale tecnico alle scuderie; ciò era dovuto a dei disguidi alla dogana brasiliana, da dove i pezzi venivano spediti, avendo il circus da poco disputato il Gran Premio del Brasile.
Pur in presenza di proteste in merito alla regolarità della Brabham BT49C Jean-Marie Balestre, presidente della FISA, affermò che, per la federazione, la monoposto risultava non contraria alle norme tecniche. Il 3 aprile la FISA invece fissò la riunione decisiva in merito alla legalità della Lotus 88 per il 23 aprile. Però la commissione tecnica del gran premio decise di escludere la vettura dalla gara, prima ancora della decisione definitiva della federazione. Nel corso del weekend della gara Balestre polemizzò sulla regolarità dell'Arrows A3; ciò portò a delle proteste da parte del team.
La Ferrari testò un nuovo tipo di compressore sul proprio motore turbo. La McLaren portò, per il solo John Watson, la MP4/1. La MP4/1, prima McLaren dell'era di Ron Dennis, che diede inizio ai modelli MP4, rappresentò una vera rivoluzione in Formula 1 in quanto fu la prima vettura con telaio in fibra di carbonio a disputare una gara nella massima categoria. Presentava inoltre maggiori protezioni per il pilota e di conseguenza era anche molto sicura.

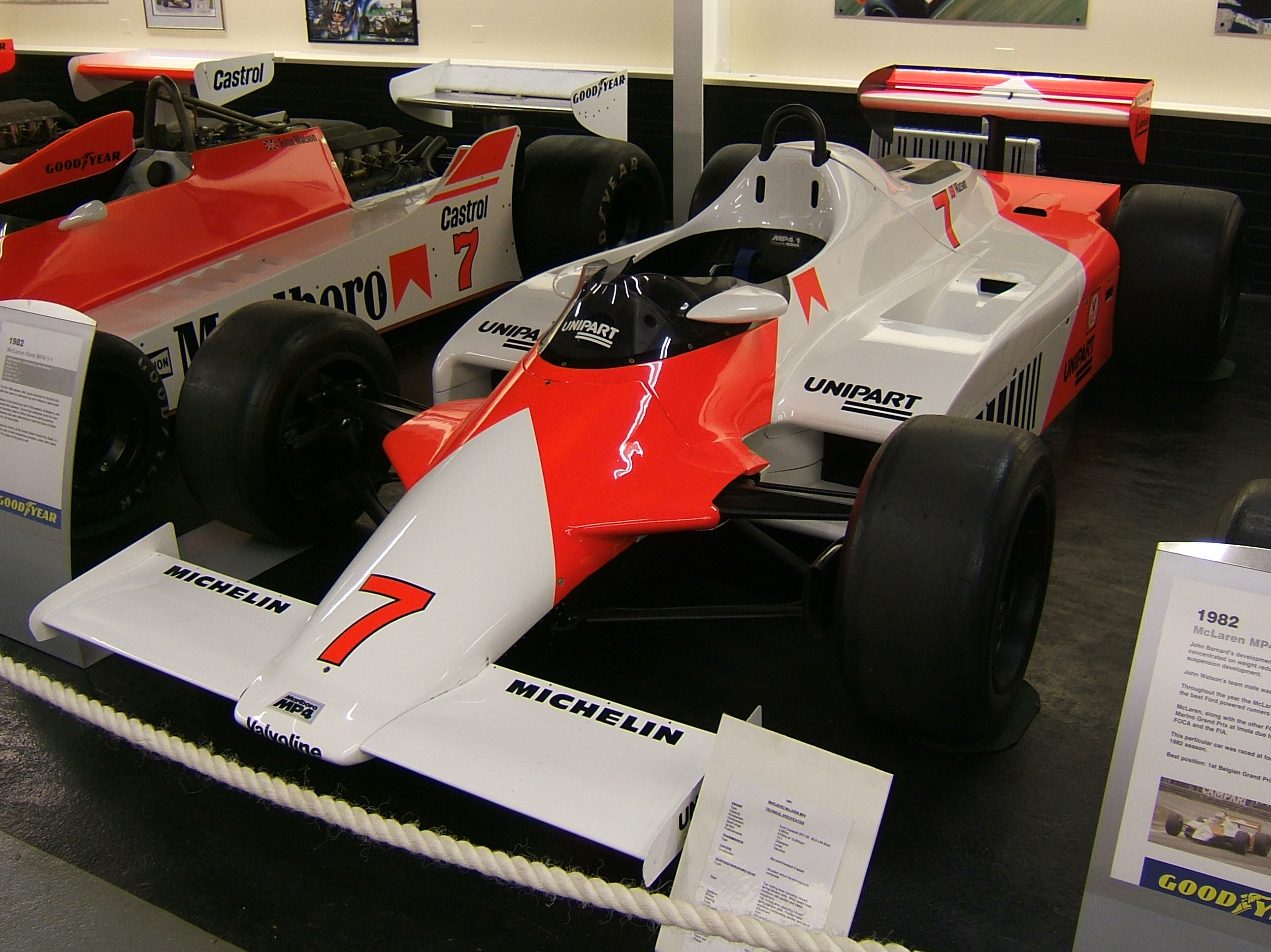
La McLaren fece debuttare la rivoluzionaria MP4/1, in fibra di carbonio.

### Aspetti sportivi
Nell'aprile 1980 la FISA aveva diramato un primo calendario con la gara di Argentina prevista per l'8 gennaio.
Una seconda versione del calendario venne presentata nell'ottobre 1980: in questa bozza la gara veniva spostata al 25 gennaio. A seguito dell'incertezza che gravava sul campionato la FISA chiese agli organizzatori del Gran Premio d'Argentina di far slittare la loro gara al 22 febbraio. Il 13 gennaio venne nuovamente cambiata la data del Gran Premio d'Argentina, posticipato al 26 aprile. Infine la data venne fissata per il 12 aprile.
Venne annunciato l'esordio per questa gara della scuderia britannica Toleman, proveniente dalla Formula 2. La scuderia però successivamente rinunciò alla trasferta.
Superati i problemi fisici di inizio stagione, Jean-Pierre Jabouille riprese il suo volante da pilota titolare alla Ligier, prendendo così il posto del suo sostituto, Jean-Pierre Jarier.
Nelle prove libere del giovedì il più rapido fu Alain Prost della Renault che ottenne 1'43"895, precedendo il compagno di scuderia René Arnoux. La Lotus ripresentò il modello 88, anche se Elio De Angelis fu autore di un testacoda ad alta velocità.

## Qualifiche

### Resoconto
La Lotus 88 non venne ammessa alle qualifiche. Per tale ragione il patron della scuderia, Colin Chapman, minacciò di ritirare il suo team dal mondiale qualora la riunione della Federazione, prevista per il 23 aprile a Parigi, non avesse stabilito la regolarità di tale vettura. Il comunicato della Lotus, molto duro nei toni verso la Formula 1, costò una multa di 100.000 dollari comminata dalla FISA.
Il miglior tempo della prima giornata fu di Nelson Piquet, su Brabham BT49C (in 1'42"665); la vettura però destava, come detto, anch'essa dei dubbi sulla sua regolarità, tanto che subì un reclamo da parte della Williams. I commissari, che avevano prediposto una speciale pedana per misurare l'altezza dal suolo delle vetture, trovarono fuori norma, l'Arrows di Riccardo Patrese e la Lotus (modello 81B) di Elio De Angelis; decisero così di cancellare i tempi ottenuti tra la prima misurazione, effettuata nella prima fase della sessione, e la seconda misurazione, effettuata al termine della stessa, ove era stata rilevata l'irregolarità. Anche Didier Pironi era stato trovato con la vettura fuori norma, ma aveva prontamente fatto regolare l'altezza, prima di far segnare tempi validi per lo schieramento.
Successivamente Bernie Ecclestone intervenne coi commissari e fece reinvalidare i tempi, in quanto la pedana non era perfettamente in piano.
Nella notte il tracciato venne bagnato dalla pioggia, anche se la pista si presentò asciutta per le prove, ma poco gommata. Nelson Piquet conservò la pole position, la quarta della carriera nel mondiale di F.1. Alan Jones salì in terza posizione, precedendo così il compagno di team Carlos Reutemann. Tra i non qualificati vi fu anche il rientrante Jean-Pierre Jabouille su Ligier.

### Risultati
Nella sessione di qualifica si è avuta questa situazione:
| Pos                     | Nº | Pilota                | Costruttore              | Tempo    | Griglia |
| ----------------------- | -- | --------------------- | ------------------------ | -------- | ------- |
| 1                       | 5  | Nelson Piquet         | Brabham-Ford Cosworth    | 1'42"665 | 1       |
| 2                       | 15 | Alain Prost           | Renault                  | 1'42"981 | 2       |
| 3                       | 1  | Alan Jones            | Williams-Ford Cosworth   | 1'43"638 | 3       |
| 4                       | 2  | Carlos Reutemann      | Williams-Ford Cosworth   | 1'43"935 | 4       |
| 5                       | 16 | René Arnoux           | Renault                  | 1'43"997 | 5       |
| 6                       | 6  | Héctor Rebaque        | Brabham-Ford Cosworth    | 1'44"100 | 6       |
| 7                       | 27 | Gilles Villeneuve     | Ferrari                  | 1'44"132 | 7       |
| 8                       | 20 | Keke Rosberg          | Fittipaldi-Ford Cosworth | 1'44"191 | 8       |
| 9                       | 29 | Riccardo Patrese      | Arrows-Ford Cosworth     | 1'45"008 | 9       |
| 10                      | 11 | Elio De Angelis       | Lotus-Ford Cosworth      | 1'45"065 | 10      |
| 11                      | 7  | John Watson           | McLaren-Ford Cosworth    | 1'45"073 | 11      |
| 12                      | 28 | Didier Pironi         | Ferrari                  | 1'45"108 | 12      |
| 13                      | 3  | Eddie Cheever         | Tyrrell-Ford Cosworth    | 1'45"117 | 13      |
| 14                      | 33 | Patrick Tambay        | Theodore-Ford Cosworth   | 1'45"297 | 14      |
| 15                      | 12 | Nigel Mansell         | Lotus-Ford Cosworth      | 1'45"369 | 15      |
| 16                      | 14 | Marc Surer            | Ensign-Ford Cosworth     | 1'45"734 | 16      |
| 17                      | 22 | Mario Andretti        | Alfa Romeo               | 1'46"059 | 17      |
| 18                      | 8  | Andrea De Cesaris     | McLaren-Ford Cosworth    | 1'46"387 | 18      |
| 19                      | 30 | Siegfried Stohr       | Arrows-Ford Cosworth     | 1'46"444 | 19      |
| 20                      | 21 | Chico Serra           | Fittipaldi-Ford Cosworth | 1'46"706 | 20      |
| 21                      | 26 | Jacques Laffite       | Ligier-Matra             | 1'46"854 | 21      |
| 22                      | 23 | Bruno Giacomelli      | Alfa Romeo               | 1'46"918 | 22      |
| 23                      | 9  | Jan Lammers           | ATS-Ford Cosworth        | 1'47"174 | 23      |
| 24                      | 4  | Ricardo Zunino        | Tyrrell-Ford Cosworth    | 1'47"464 | 24      |
| Vetture non qualificate |    |                       |                          |          |         |
| NQ                      | 31 | Miguel Ángel Guerra   | Osella-Ford Cosworth     | 1'47"609 | NQ      |
| NQ                      | 32 | Beppe Gabbiani        | Osella-Ford Cosworth     | 1'48"121 | NQ      |
| NQ                      | 17 | Derek Daly            | March-Ford Cosworth      | 1'48"191 | NQ      |
| NQ                      | 25 | Jean-Pierre Jabouille | Ligier-Matra             | 1'49"581 | NQ      |
| NQ                      | 18 | Eliseo Salazar        | March-Ford Cosworth      | 1'51"086 | NQ      |

## Warm up
Il più veloce nelle libere della domenica mattina fu ancora Nelson Piquet, in 1'44"852. nel corso delle stesse Gilles Villeneuve uscì di pista alla chicane che segue l'uscita dai box. La sua Ferrari sfiorò la collisione con la Lotus di Nigel Mansell rimasta parcheggiata in quel punto dopo una precedente uscita di pista.

## Gara

### Resoconto

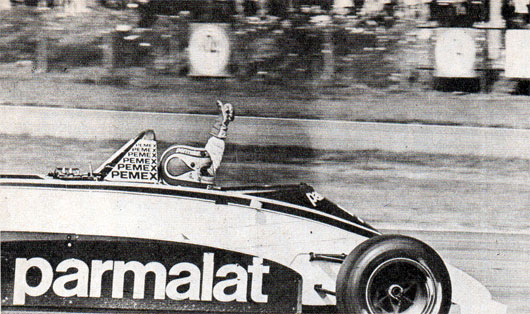
Nelson Piquet festeggia la vittoria

Alan Jones scattò e prese subito la testa del gran premio, davanti al poleman Nelson Piquet che però riprese il comando già nel corso del primo giro, all'altezza del Curvon. Il giro seguente Carlos Reutemann passò l'australiano e si portò al secondo posto. Dietro vi erano Riccardo Patrese, René Arnoux e Héctor Rebaque.
Prost s'installò già al terzo giro dietro ai primi tre, seguito da Rebaque, mentre scendevano in classifica sia Patrese che Arnoux. La rimonta di Prost proseguì al giro 5, quando entrò sul podio virtuale, scavalcando Jones; il campione del mondo, nel giro seguente, venne passato anche da Rebaque.
Alain Prost era rallentato da alcune vibrazioni sulla sua monoposto, tanto che Héctor Rebaque salì al terzo posto, dopo undici giri. Dietro i primi quattro vi era ancora Jones, che precedeva René Arnoux, poi John Watson e Riccardo Patrese. Rebaque, al quindicesimo giro, passò anche Reutemann, ponendosi così al secondo posto, dietro al compagno di scuderia Piquet. La gara del pilota messicano s'interruppe dopo 33 giri per un problema elettrico.
Le posizioni di testa rimasero congelate: solo più dietro Patrese riuscì ad entrare in zona punti al giro 35, passando Watson. Il padovano però guidava un'Arrows molto instabile in curva, tanto che venne passato da Elio De Angelis nel 47º giro.
Nelson Piquet vinse così, per la quarta volta in carriera, davanti a Carlos Reutemann, Alain Prost, Alan Jones, René Arnoux e De Angelis. Per Alain Prost si trattò del primo dei 106 podi della sua carriera. Reutemann batté il record di gare a punti consecutive, con una striscia di 13 gran premi, iniziata col Gran Premio del Belgio 1980.

### Risultati
I risultati del gran premio furono i seguenti:
| Pos | No | Pilota                | Costruttore              | Giri | Tempo/Ritiro        | Pos. Griglia | Punti |
| --- | -- | --------------------- | ------------------------ | ---- | ------------------- | ------------ | ----- |
| 1   | 5  | Nelson Piquet         | Brabham-Ford Cosworth    | 53   | 1h34'32"74          | 1            | 9     |
| 2   | 2  | Carlos Reutemann      | Williams-Ford Cosworth   | 53   | + 26"61             | 4            | 6     |
| 3   | 15 | Alain Prost           | Renault                  | 53   | + 49"98             | 2            | 4     |
| 4   | 1  | Alan Jones            | Williams-Ford Cosworth   | 53   | + 1'07"88           | 3            | 3     |
| 5   | 16 | René Arnoux           | Renault                  | 53   | + 1'31"85           | 5            | 2     |
| 6   | 11 | Elio De Angelis       | Lotus-Ford Cosworth      | 52   | + 1 giro            | 10           | 1     |
| 7   | 29 | Riccardo Patrese      | Arrows-Ford Cosworth     | 52   | + 1 giro            | 9            |       |
| 8   | 22 | Mario Andretti        | Alfa Romeo               | 52   | + 1 giro            | 17           |       |
| 9   | 30 | Siegfried Stohr       | Arrows-Ford Cosworth     | 52   | + 1 giro            | 19           |       |
| 10  | 23 | Bruno Giacomelli      | Alfa Romeo               | 51   | Mancanza di benzina | 22           |       |
| 11  | 8  | Andrea De Cesaris     | McLaren-Ford Cosworth    | 51   | + 2 giri            | 18           |       |
| 12  | 9  | Jan Lammers           | ATS-Ford Cosworth        | 51   | + 2 giri            | 23           |       |
| 13  | 4  | Ricardo Zunino        | Tyrrell-Ford Cosworth    | 51   | + 2 giri            | 24           |       |
| Rit | 27 | Gilles Villeneuve     | Ferrari                  | 40   | Trasmissione        | 7            |       |
| Rit | 33 | Patrick Tambay        | Theodore-Ford Cosworth   | 36   | Perdita d'olio      | 14           |       |
| Rit | 7  | John Watson           | McLaren-Ford Cosworth    | 36   | Trasmissione        | 11           |       |
| Rit | 6  | Héctor Rebaque        | Brabham-Ford Cosworth    | 32   | Problemi elettrici  | 6            |       |
| Rit | 21 | Chico Serra           | Fittipaldi-Ford Cosworth | 28   | Cambio              | 20           |       |
| Rit | 26 | Jacques Laffite       | Ligier-Matra             | 19   | Tenuta di strada    | 21           |       |
| Rit | 14 | Marc Surer            | Ensign-Ford Cosworth     | 14   | Motore              | 16           |       |
| Rit | 20 | Keke Rosberg          | Fittipaldi-Ford Cosworth | 4    | Alimentazione       | 8            |       |
| Rit | 12 | Nigel Mansell         | Lotus-Ford Cosworth      | 3    | Motore              | 15           |       |
| Rit | 28 | Didier Pironi         | Ferrari                  | 3    | Motore              | 12           |       |
| Rit | 3  | Eddie Cheever         | Tyrrell-Ford Cosworth    | 1    | Frizione            | 13           |       |
| NQ  | 31 | Miguel Ángel Guerra   | Osella-Ford Cosworth     |      |                     |              |       |
| NQ  | 32 | Beppe Gabbiani        | Osella-Ford Cosworth     |      |                     |              |       |
| NQ  | 17 | Derek Daly            | March-Ford Cosworth      |      |                     |              |       |
| NQ  | 25 | Jean-Pierre Jabouille | Ligier-Matra             |      |                     |              |       |
| NQ  | 18 | Eliseo Salazar        | March-Ford Cosworth      |      |                     |              |       |

## Classifiche

### Piloti
| Pos. | Pilota           | Punti |
| ---- | ---------------- | ----- |
| 1    | Carlos Reutemann | 21    |
| 2    | Alan Jones       | 18    |
| 3    | Nelson Piquet    | 13    |
| 4    | Riccardo Patrese | 4     |
| =    | Alain Prost      | 4     |
| 6    | Mario Andretti   | 3     |
| =    | Marc Surer       | 3     |
| 8    | Elio De Angelis  | 3     |
| 9    | René Arnoux      | 2     |
| =    | Eddie Cheever    | 2     |
| 11   | Patrick Tambay   | 1     |
| =    | Jacques Laffite  | 1     |

### Costruttori
| Pos. | Team                   | Punti |
| ---- | ---------------------- | ----- |
| 1    | Williams-Ford Cosworth | 39    |
| 2    | Brabham-Ford Cosworth  | 13    |
| 3    | Renault                | 6     |
| 4    | Arrows-Ford Cosworth   | 4     |
| 5    | Ensign-Ford Cosworth   | 3     |
| =    | Alfa Romeo             | 3     |
| 7    | Lotus-Ford Cosworth    | 3     |
| 8    | Tyrrell-Ford Cosworth  | 2     |
| 9    | Theodore-Ford Cosworth | 1     |
| =    | Ligier-Matra           | 1     |

## Polemiche dopo la gara
La Renault inviò un documento di protesta contro la mancata squalifica della Brabham BT49C, che a inizio weekend era stata considerata regolare dai commissari.